# IC 3330
IC 3330 ist eine Balken-Spiralgalaxie vom Hubble-Typ SBa im Sternbild Coma Berenices am Nordsternhimmel. Sie ist schätzungsweise 305 Millionen Lichtjahre von der Milchstraße entfernt.
Das Objekt wurde am 6. Juni 1896 von Stéphane Javelle entdeckt.